# Plaque d'immatriculation burkinabè
 (février 2025).
Si vous disposez d'ouvrages ou d'articles de référence ou si vous connaissez des sites web de qualité traitant du thème abordé ici, merci de compléter l'article en donnant les références utiles à sa vérifiabilité et en les liant à la section « Notes et références ».

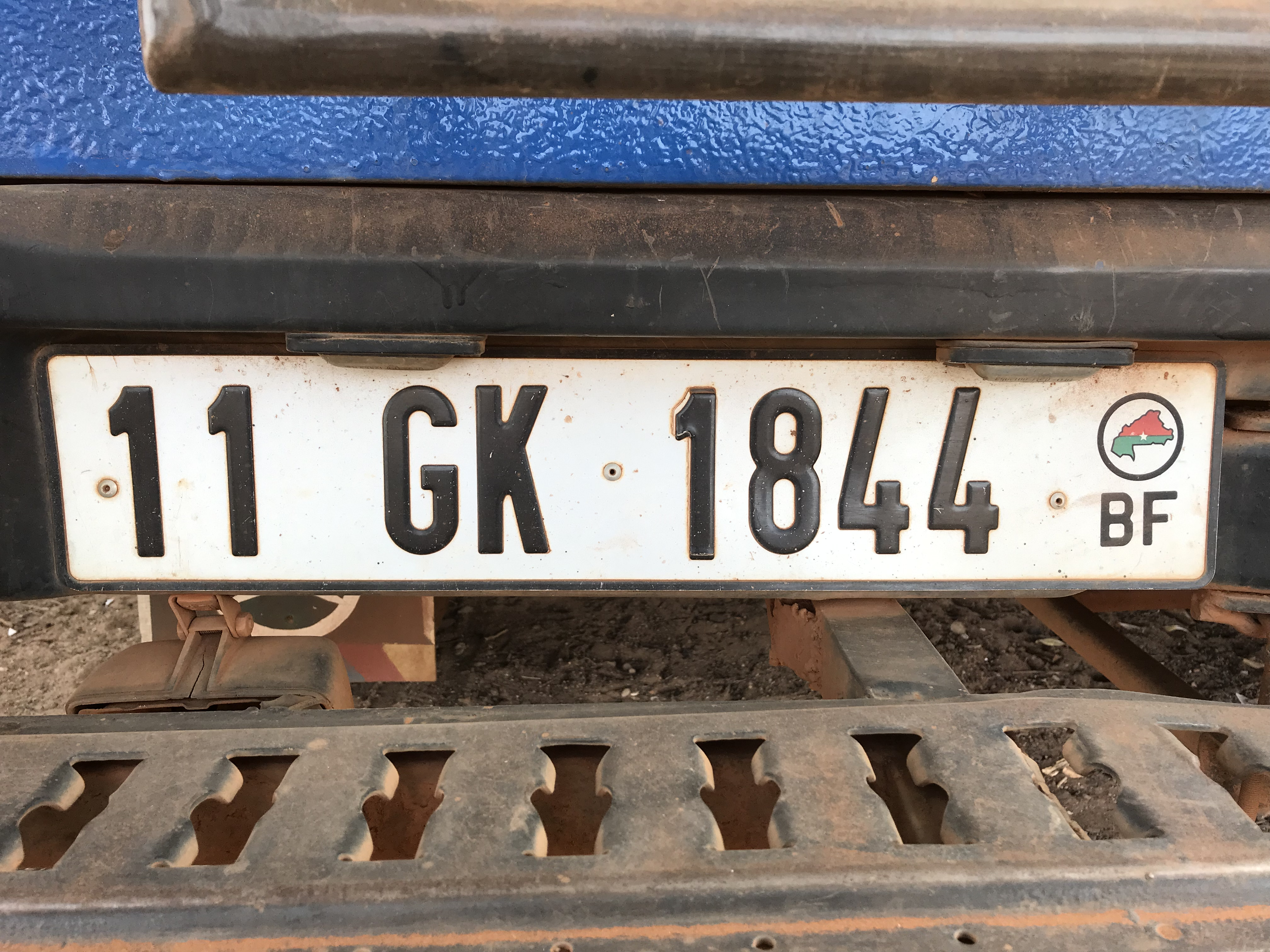
Plaque d'immatriculation burkinabè, avec une carte du pays et son drapeau.

Les plaques d'immatriculation du Burkina Faso respectent un format entré en vigueur en 1995.
Elles sont composées de 2 chiffres, 2 lettres, 4 chiffres. Exemple : 12 AB 1234.

## Plaque d'immatriculation commerciale

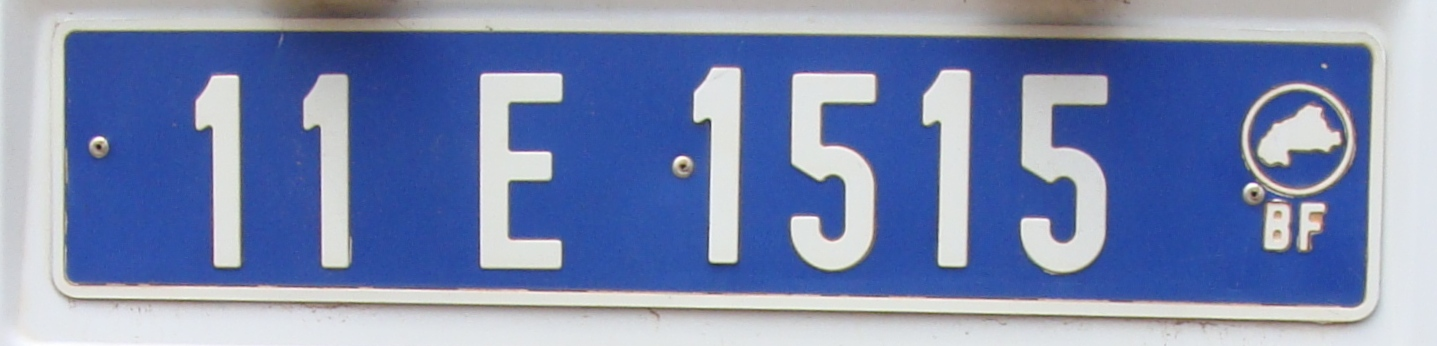
Plaque d'immatriculation commerciale burkinabè.

Les plaques d'immatriculation commerciales burkinabès sont composées de 2 chiffres, 1 lettre, 4 chiffres ; exemple : 12-A-1234.

## Police

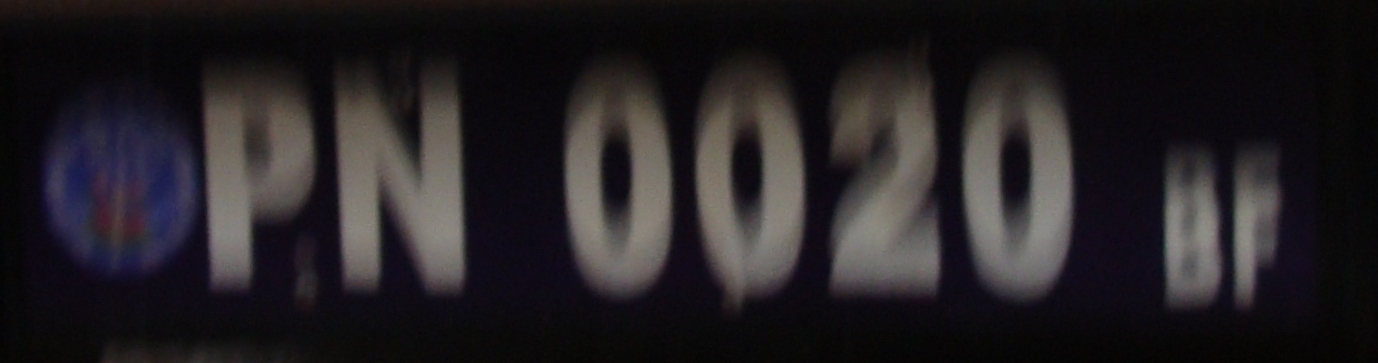
Plaque d'immatriculation de police burkinabè.

Les plaques d'immatriculation de la police burkinabè sont composées de 2 lettres, 4 chiffres ; exemple : PN - 1234 (PN = Police Nationale).

## Gendarmerie

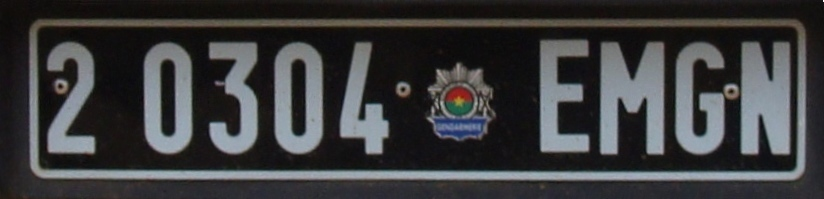
Plaque d'immatriculation de gendarmerie burkinabè.

Les plaques d'immatriculation de la gendarmerie burkinabè sont composées de 1 chiffre, 4 chiffres, 4 lettres ; exemple : 1-2345 • EMGN (EMGN = État-Major de la Gendarmerie Nationale).